# Regiunea Arica și Parinacota
Regiunea Arica y Parinacota (Región XV) este cea mai nouă regiune din cele 15 regiuni a statului Chile situată în punctul cel mai nordic la granița cu Bolivia și Peru la nord de Regiunea Tarapaca pe coasta Pacificului. Ea are o suprafață de 16.873,3 km² cu populația 189.692 loc. luând naștere la data de 8 octombrie 2007 din unirea unei părți din regiunea Tarapaca și regiunile Arica și Panaricota. Capitala regiunii fiind orașul Arica. Are un venit național total 6.414.000.000 US$ cu 13.480 US$ pe cap de loc.